# بنك الهند
بنك الهند ( BOI ) هو بنك قطاع عام هندي مقره في مجمع باندرا كورلا ، مومباي ، الهند. تأسست عام 1906 ، وهو بنك مملوكة للحكومة الهندية منذ التأميم في عام 1969. بنك الهند هو عضو مؤسس في نظام سويفت (SWIFT) (جمعية الاتصالات المالية العالمية بين البنوك) ، والتي تسهل توفير خدمات الاتصالات والمعالجة المالية الفعالة من حيث التكلفة.
اعتبارًا من 31 مارس 2021 ، يبلغ إجمالي حجم أعمال بنك الهند 1037549 كرور روبية هندية (170 مليار دولار أمريكي)  ،  لدي البنك 5،108  فرع  و 5،551 جهاز صراف آلي حول العالم  (بما في ذلك 24 فرعًا في الخارج).